# Districtul Noen Maprang
Noen Maprang (în thailandeză เนินมะปราง) este un district (Amphoe) din provincia Phitsanulok, Thailanda, cu o populație de 58.689 de locuitori și o suprafață de 1.029,55 km².

## Componență
Districtul este subdivizat în 7 subdistricte, care sunt subdivizate în 75 de sate (muban).
| Nr. | Nume               | În thailandeză | Sate | Locuitori |  |
| --- | ------------------ | -------------- | ---- | --------- |  |
| 1.  | Chomphu            | ชมพู            | 15   | 13,266    |  |
| 2.  | Ban Mung           | บ้านมุง          | 8    | 6,944     |  |
| 3.  | Sai Yoi            | ไทรย้อย         | 16   | 8,784     |  |
| 4.  | Wang Phrong        | วังโพรง         | 9    | 7,389     |  |
| 5.  | Ban Noi Sum Khilek | บ้านน้อยซุ้มขี้เหล็ก  | 11   | 8,210     |  |
| 6.  | Noen Maprang       | เนินมะปราง      | 9    | 8,209     |  |
| 7.  | Wang Yang          | วังยาง          | 7    | 5,887     |  |